# Manuel Pablo García Díaz
Manuel Pablo García Díaz (nascut el 25 de gener del 1976 a Arucas, Gran Canària) és un exfutbolista professional canari que jugava com a lateral dret. Va desenvolupar la major part de la seva carrera al Deportivo de la Coruña.

## Biografia
Manuel Pablo García Díaz va néixer el 25 de gener del 1976 a la localitat de Bañaderos, que pertany al municipi d'Arucas (Las Palmas).
Es va incorporar al filial de l'UD Las Palmas, passant a la temporada 1996/1997 al primer equip, quan aquest militava a la Segona Divisió espanyola, entrenat per Ángel Cappa.
El 1998 és traspassat al Deportivo de la Coruña, al costat del seu company "Turu" Flores per 7 milions d'Euros.
El seu primer partit a la Primera Divisió va ser el 15 de novembre de 1998 davant el Deportivo Alavés a Riazor. Aquella temporada va jugar 14 partits, aconseguint la titularitat cap a la recta final de la temporada.
La temporada 1999/2000 va guanyar "La Lliga" i la Supercopa, i a més, el 16 d'agost del 2000 va debutar amb la selecció espanyola.
El 30 de setembre del 2001 va sofrir una gravíssima lesió (doble fractura de tíbia), que el va apartar durant mesos del terreny del joc, a més de perdres la Copa del Món de Futbol de 2002. Així i tot aquesta temporada va guanyar la Copa del Rei i la Supercopa. No va poder tornar fins al 6 d'octubre del 2002 davant el Real Racing Club de Santander, encara que en dos temporades només va poder jugar 28 partits de Lliga.
Va recuperar la titularitat de l'equip a la temporada 2004/2005, amb Javier Irureta i Joaquín Caparrós com a entrenadors. Però la temporada 2006/2007 la va perdre, ja que només va jugar 15 partits i es va rumorejar la seva sortida del club. La temporada següent va recuperar la titularitat i a més, es va convertir en el capità de l'equip.
L'any 2009 va renovar per 2 anys més. El 2015, amb 39 anys, va anunciar que a final de temporada es retiraria.

## Palmarès

### Campionats estatals
| Títol        | Club      | Any       |
| ------------ | --------- | --------- |
| Lliga        | Deportivo | 1999-2000 |
| Supercopa    | Deportivo | 2000      |
| Copa del Rei | Deportivo | 2002      |
| Supercopa    | Deportivo | 2002      |